# Joseph Kleitsch

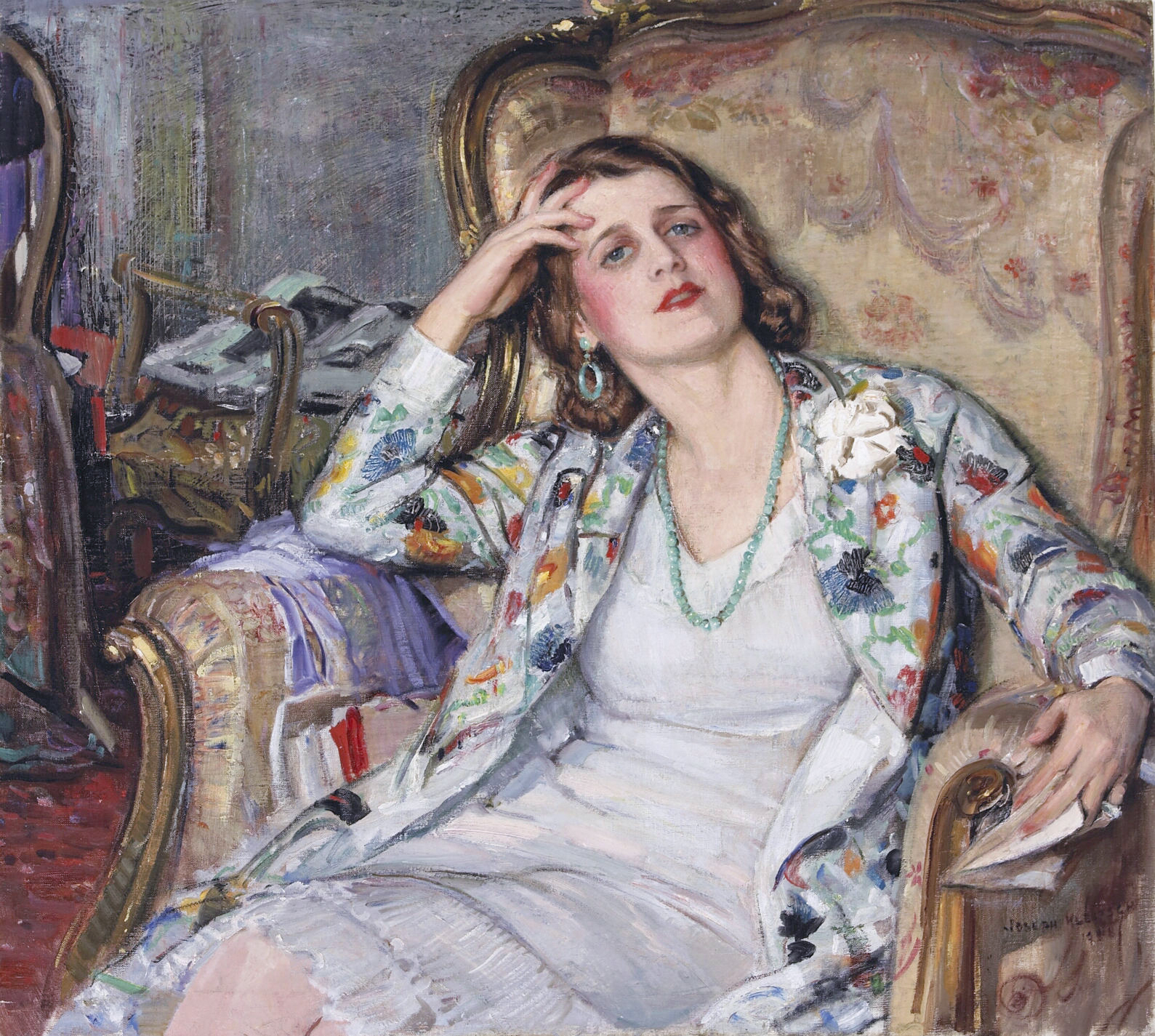
Ruth Renick (1928)

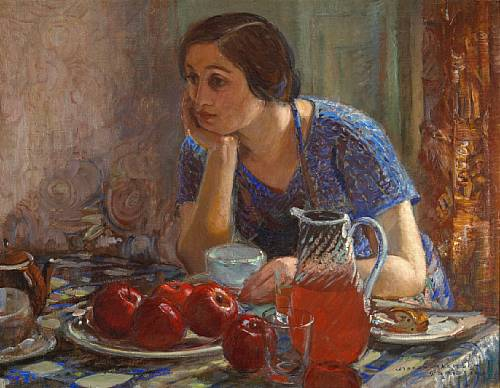
La señora de las manzanas (1927)

Joseph Kleitsch (Sânmihaiu Român, Timis; 6 de junio de 1882 - Santa Ana, California; 16 de noviembre de 1931) fue un pintor retratista húngaro-estadounidense y pintor al aire libre que ocupa un lugar destacado en la Escuela de Impresionismo de California.

## Biografía
Nacido en el pueblo de Sânmihaiu Român, en la antigua provincia húngara del Banato, ahora en Rumania, el 6 de junio de 1882, de etnia alemana, comenzó a pintar a la edad de siete años. Más tarde siguió su formación artística en Budapest, Múnich y París. Emigró a Estados Unidos en 1912 y dos años después, el 22 de julio de 1914, se casó con Edna Gregatis de Chicago, con quien tendría a su único hijo, Eugene. Influenciado por sus visitas a los museos de Europa, Kleitsch continuó con su amor por el retrato y la pintura figurativa después de trasladarse a California. Allí se enfrentó al desafío de capturar la luz brillante y el paisaje diverso de su nuevo entorno. Kleitsch se enamoró del pueblo de la colonia de artistas de Laguna Beach y se mudó allí en 1920. En obras notables representó las calles bordeadas de eucaliptos de la ciudad, las olas rompiendo en la costa del Pacífico y la cercana Misión de San Juan Capistrano. Kleitsch se convirtió en un residente importante de la colonia de artistas de Laguna Beach. Arthur Millier de Los Angeles Times en 1922 puede ser citado diciendo de Kleitsch "era un colorista nato; parecía pintar sobre lienzo con el abandono de un violinista gitano". El 16 de noviembre de 1931, a la edad de cuarenta y nueve años, Kleitsch murió de un infarto frente al juzgado de Santa Ana, California. Dos años después de su muerte, la viuda de Kleitsch abrió la Galería de Bellas Artes Joseph Kleitsch en Laguna Beach.

## Galería

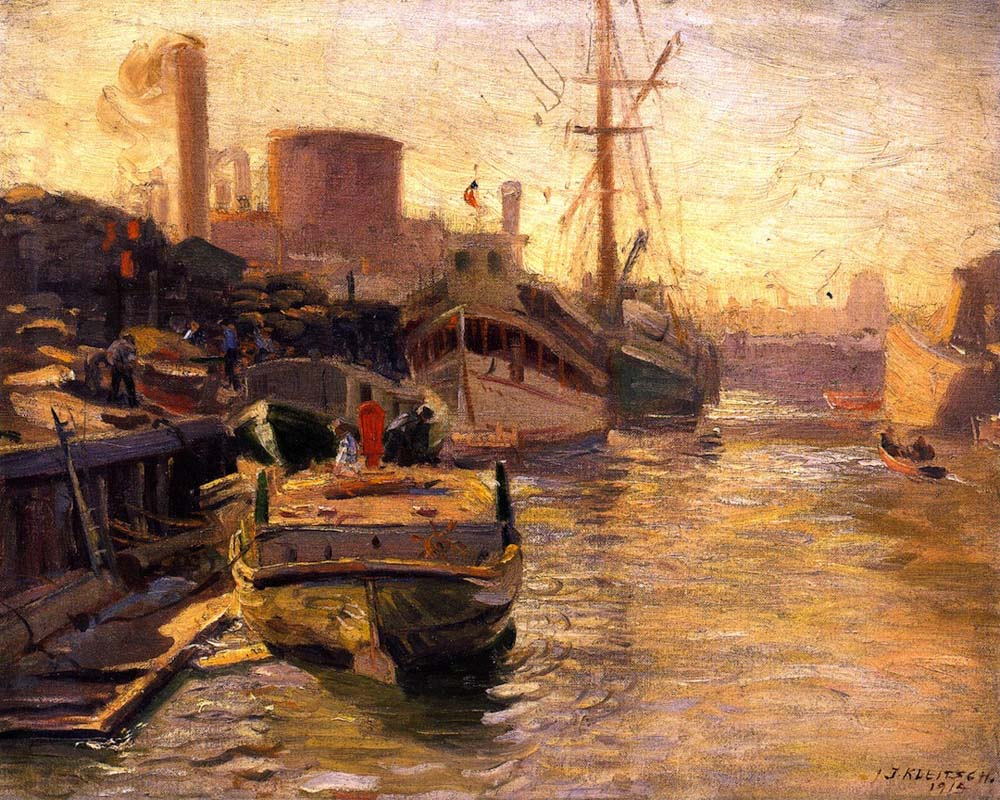
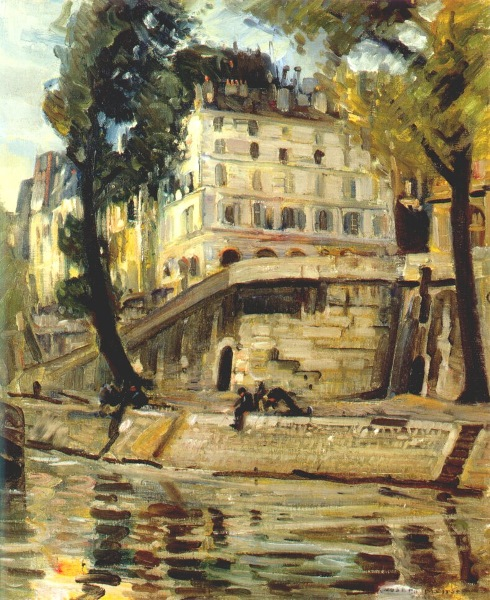
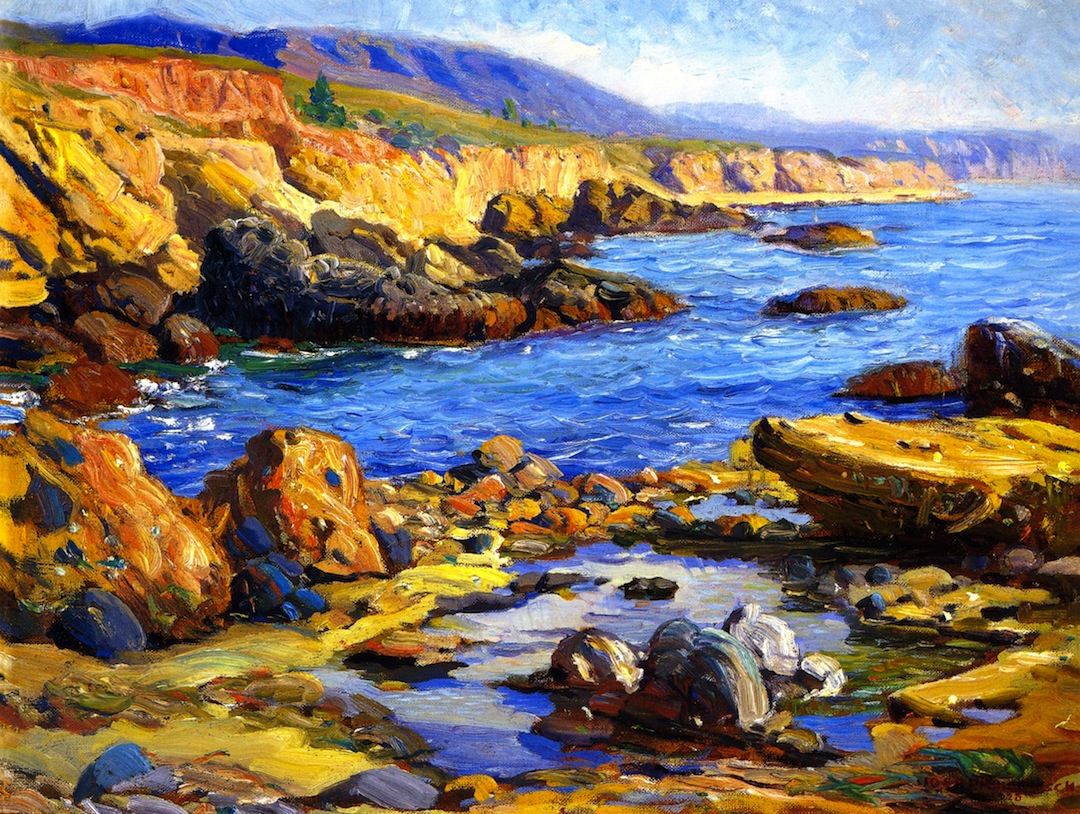